# Luchthaven Sasstown
Luchthaven Sasstown (IATA: SAZ, ICAO: GLST) is een vliegveld in de stad Sasstown, Liberia.